# Festival Même pas peur
Le festival Même pas peur, festival international du film fantastique de La Réunion, se déroule annuellement en février à Saint-Philippe, commune du Sud sauvage. Les projections ont lieu au cinéma Henri Madoré.

## Historique
Créé en 2010 par la réalisatrice réunionnaise Aurélia Mengin, ce festival présente courts et longs métrages indépendants, sans attribuer toutefois de palmarès.
Un concours de courts métrages réservé aux amateurs réunionnais est cependant proposé en partenariat avec Canal+ depuis 2014. 
Des sélections pour les écoles et les collèges sont soigneusement choisies en direction de ce public scolaire.
En 2017, l'affiche du festival a fait l'objet d'une polémique provoquée par le CRAN qui y a vu une forme de racisme, le blackface. Menacée de poursuites judiciaires, l'organisatrice décide alors de remplacer l'affiche incriminée par une nouvelle, dans laquelle elle apparaît bâillonnée, tenant un clap sur lequel figure le mot autocensure. 
En 2019, la programmation contient 62 films, projetés lors de ce festival qui dure 4 jours.
La douzième édition du festival a eu lieu du 16 au 20 février 2022.